# Тасуку Хонджо
 Тасуку Хонджо (на японски: 本庶 佑) е японски имунолог, носител на Нобелова награда за физиология или медицина (2018 г.).

## Биография
Роден е на 27 януари 1942 година в Киото. През 1966 година завършва медицина в Киотския университет, където през 1975 година защитава докторат.
Работи последователно в Института „Карнеги“ във Вашингтон (1971 – 1973), Токийския университет (1974 – 1979), Осакския университет (1979 – 1984) и Киотския университет (от 1984).
Основните му изследвания са на T-клетките, като идентифицира свързания с тях протеин PD-1.
През 2018 година, заедно с Джеймс Алисън, получава Нобелова награда за физиология или медицина „за развитието на антиракова терапия чрез инхибиране на отрицателната имунна регулация“.